# Echinopsis oligotricha
Echinopsis oligotricha là một loài thực vật có hoa trong họ Cactaceae. Loài này được (Cárdenas) M.Lowry mô tả khoa học đầu tiên năm 2005.